# Destinazione Paradiso (album)
Destinazione Paradiso/Destino Paraíso è il primo album in studio del cantautore italiano Gianluca Grignani, pubblicato il 24 febbraio 1995 dalla PolyGram.

## Descrizione
L'album, interamente composto da Gianluca Grignani, è stato prodotto artisticamente da Massimo Luca. Si tratta dell'album più venduto del cantante, circa 700 000 copie in italia e circa un milione nel resto del mondo.

## Tracce
Testi e musica di Gianluca Grignani.

### Destinazione Paradiso
1. La mia storia tra le dita – 5:07
2. Falco a metà – 4:40
3. Una donna così – 4:18
4. Cammina bambina – 4:03
5. Primo treno per Marte – 5:09
6. Destinazione Paradiso – 3:47
7. Ci vuoi tornare con me – 3:52
8. Tanto tempo fa – 3:54
9. Come fai? – 4:43
10. Ae-Au – 3:06
11. Il gioco di Sandy – 3:38

### Destino Paraíso
1. Mi historia entre tus dedos – 5:07
2. Halcón a medias – 4:43
3. Una chica normal – 4:18
4. Camina chiquilla – 4:03
5. Primer tren a Marte – 5:09
6. Destino Paraíso – 3:47
7. Si quieres puedes volver – 3:52
8. Tanto tiempo atrás – 3:54
9. ¿Qué haces tú? – 4:43
10. Ae-Au – 3:06
11. El juego de Sandy – 3:38
12. La mia storia tra le dita – 5:09

## Formazione
- Gianluca Grignani – voce
- Massimo Luca – chitarra acustica, chitarra elettrica
- Gigi Cappellotto – basso
- Lele Melotti – batteria
- Vince Tempera – tastiera
- Pier Carlo Penta – tastiera, programmazione, organo Hammond

## Classifiche
| Classifica (1995) | Posizione massima |
| ----------------- | ----------------- |
| Italia            | 2                 |
| Svizzera          | 27                |